# Capheris escheri
Capheris escheri är en spindelart som beskrevs av Eduard Reimoser 1934. Capheris escheri ingår i släktet Capheris och familjen Zodariidae. Inga underarter finns listade.